# موریس بوره
موریس بوره (انگلیسی: Maurice Buret; ۲۱ مهٔ ۱۹۰۹ – ۲۳ اوت ۲۰۰۳) سوارکار اهل فرانسه بود.
وی همچنین برندهٔ جوایزی همچون لژیون دونور (شوالیه) و صلیب جنگ ۱۹۴۵–۱۹۳۹ (فرانسه) شده‌است.